# Death Fiend
Death Fiend es una demo de la banda suiza de metal extremo, Hellhammer. Fue grabada en junio de 1983, junto a la demo Triumph of Death, y más tarde fue incluida en el recopilatorio Demon Entrails.

## Lista de canciones
1. "Maniac" - 4:15
2. "Angel of Destruction" - 3:03
3. "Hammerhead" - 2:57
4. "Bloody Pussies" - 5:35
5. "Death Fiend" - 2:44
6. "Dark Warriors" - 3:15
7. "Chainsaw" - 4:12
8. "Ready for Slaughter" - 3:45
9. "Sweet Torment" - 2:17

## Créditos
- Thomas Gabriel Fischer aka Satanic Slaughter - voz, guitarra
- Urs Sprenger aka Savage Damage - bajo
- Jörg Neubart aka Bloodhunter - batería